# Hannu Siitonen
Hannu Juhani Siitonen, född 18 mars 1949 i Parikkala, är en finländsk före detta friidrottare som tävlade i spjutkastning. 
Siitonen debuterade internationellt på hemma EM i Helsingfors med en 4:e plats med ett kast på 83,84. Kastet var bara 38 cm från bronsmedaljen och året efter vid OS i München var han bara 11 cm från bronset. 
Två år senare vann han EM i Rom 1974 med ett kast på 89,58.
Han blev silvermedaljör vid OS 1976 i Montréal med 87,92. 
Karriärens längsta kast var 93,90 som han kastade två gånger, 6 juni och 30 juli 1973, båda gångerna i Helsingfors. Resultatet var också finländskt rekord fram till 1986, då IAAF ändrade spjutets utformning. Bara Seppo Räty har 1991, med ett idag otillåtet spjut, kastat längre (96,96).
Fem år i följd, 1970-1974, vann han det finländska mästerskapet. 
Siitonen tävlade för Saaren Urheilijat